# Henry Every
Henry Avery, noto anche come Henry Every, a volte erroneamente indicato come Jack Avery o John Avery, (Plymouth, 20 agosto 1659 – dopo il 1696), è stato un pirata inglese che operò nell'Oceano Atlantico e nell'Oceano Indiano a metà degli anni '90 del Seicento. Probabilmente ha usato diversi pseudonimi durante la sua carriera, incluso Benjamin Bridgeman, ed era conosciuto come Long Ben dai suoi membri dell'equipaggio e dai suoi collaboratori .
Soprannominato "The Arch Pirate" e "The King of Pirates" dai contemporanei, Every era famigerato per essere stato uno dei pochissimi grandi capitani pirata a fuggire con il suo bottino senza essere arrestato o ucciso in battaglia e per essere l'autore di ciò che è stato chiamato l'atto di pirateria più redditizio della storia. Sebbene la carriera di Every come pirata sia durata solo due anni, le sue imprese hanno catturato l'immaginazione del pubblico, hanno ispirato altri a dedicarsi alla pirateria e hanno generato opere letterarie.
Every iniziò la sua carriera da pirata mentre era primo ufficiale a bordo della nave da guerra Carlo II. Mentre la nave era ancorata nel porto spagnolo settentrionale di Corunna, l'equipaggio divenne scontento poiché la Spagna non riusciva a consegnare una lettera di marca e i proprietari di Carlo II non pagavano il salario e si ammutinarono. Carlo II fu ribattezzato Fancy e Every eletto nuovo capitano.
L'incursione più famosa di tutte, il 7 settembre 1695, fu su un convoglio di 25 navi di Grand Mughal che compivano il pellegrinaggio annuale alla Mecca, incluso il Ghanjah dhow Ganj-i-Sawai carico di tesori e la sua scorta, Fateh Muhammed. Unendo le forze con diverse navi pirata, Every si ritrovò al comando di un piccolo squadrone di pirati e furono così in grado di catturare fino a 600.000 £ in metalli preziosi e gioielli, equivalenti a circa 93,3 milioni di sterline nel 2022. Ciò causò notevoli danni alle fragili relazioni inglesi con i Moghul e una taglia combinata di 1.000 £ - una somma immensa all'epoca - fu offerta dal Privy Council e dalla Compagnia delle Indie Orientali per la sua cattura, portando alla prima caccia all'uomo mondiale nella storia registrata.
Sebbene un certo numero del suo equipaggio sia stato successivamente arrestato, Every stesso eluse la cattura, svanendo da tutti i registri nel 1696; la sua ubicazione e le attività dopo questo periodo sono sconosciute. Resoconti non confermati affermano che potrebbe aver cambiato nome e ritirarsi, vivendo tranquillamente il resto della sua vita in Gran Bretagna o su un'isola tropicale non identificata, mentre resoconti alternativi ritengono che Every possa aver sperperato le sue ricchezze. Si ritiene che sia morto tra il 1699 e il 1714. Il suo tesoro non è mai stato ritrovato.

## Carriera

### Primi anni e inizio della carriera
Every iniziò la sua carriera come primo ufficiale della Carlo II, una nave inglese noleggiata dagli spagnoli per combattere i pirati delle Antille. La nave raggiunse il porto di La Coruña a Galizia (Spagna), ma qui si fermò per un lungo periodo. Probabilmente gli spagnoli non avevano fiducia negli Inglesi o forse gli Inglesi richiedevano una somma troppo alta per il noleggio. Dunque l’equipaggio, che non riceveva nessun compenso, cominciò a manifestare il suo malcontento ed Every organizzò un ammutinamento.

### La carriera da pirata
La nave venne rinominata Fancy e salpò verso sud. Nei dintorni delle isole di Capo Verde gli uomini dell'equipaggio, ora pirati, catturarono tre navi inglesi. Più in là, presso le coste africane, due navi danesi fecero la stessa fine.
Una volta arrivato nell'isola di May, Every necessitava di rifornire la nave, perciò catturò il governatore dell'isola e annunciò che lo avrebbe liberato solo in cambio dei rifornimenti necessari. La popolazione accettò tale condizione e la nave ripartì con abbondanza di acqua, verdure fresche e carne secca. Si diresse poi verso la Guinea, dove attaccò tre vascelli inglesi catturando alcuni schiavi da far arruolare nel suo equipaggio. Every stava inoltre pianificando un'alleanza con altri pirati per poter intercettare ed assalire l'enorme flotta del Gran Mogol che, partendo dalle Indie, sarebbe giunta a Mokha, presso l'imboccatura del mar Rosso per poi ripartire verso La Mecca carica di merci preziose. Un progetto assai lucroso, poiché su quelle navi viaggiavano tonnellate di seta, denaro e caffè.
Nel settembre del 1695 la Fancy, dotata di 46 cannoni e di 150 uomini e accompagnata da altri vascelli, tra cui la Pearl e la Portsmouth Adventure di Rhode Island e la Amity di New York (capitanata da Thomas Tew, che morirà durante l'assalto), abbordò la prima preda, la Fath Mahmamadi, che fruttò più di 50.000 sterline. Pochi giorni dopo i pirati avvistarono il veliero che rese Every leggendario, la Ganj-i-Sawai, la più grande nave del Gran Mogol, munita di 40 cannoni e 400 fucili carichi, guidata dal capitano Muhammed Ibrahim. Il primo avvistamento si concluse senza risultati, poiché all'ora del tramonto la nave si allontanò. Per tutta la notte il pirata cercò di intuire la rotta della nave avversaria e il mattino seguente la avvistò nuovamente. Every si avvicinò con la sua nave e una delle sue prime bordate spezzò l'albero maestro della nave nemica; un cannone degli indiani inoltre si inceppò ed esplose, facendo strage e dopo due ore la nave fu abbordata e saccheggiata. Sulla nave del Gran Mogol viaggiavano anche molte donne, la maggior parte delle quali schiave, verso le quali furono commesse atrocità disumane. Every inoltre notò tra le fanciulle una che si distingueva per bellezza, forse una delle figlie del Gran Mogol, e la volle condurre sulla sua nave per sposarla. Una volta caricate le navi, i pirati salparono per il Madagascar.

### Ritiro dalla pirateria e sparizione
Il Gran Mogol non accettò l’assalto alla sua flotta e quindi minacciò il governo inglese di sequestrare i beni della Compagnia delle Indie per potersi rifare delle perdite. La compagnia pagò i danni e Londra ordinò di dare la caccia ad Every e di catturarlo, ponendo una taglia di 500 sterline sulla sua testa.
Da questo momento in poi non si seppe più niente su Every, solo leggende, la caccia all'uomo continuò per decenni dopo la sua sparizione ma nessuno riuscì mai a fornire prove certe riguardo alla posizione e allo stato del pirata. 
Vennero inventate diverse storie prive di prove, alcuni romanzieri irrazionalmente sostengono che la sua ciurma si sia sciolta e che lui si sia diretto a Devon, dove venne truffato nel tentativo di vendere i diamanti saccheggiati e morì in povertà. Altri sostengono che visse pacificamente fino alla sua morte nel 1714. Racconti suggeriscono addirittura che Every fu uno dei fondatori della leggendaria Libertalia.

## Nella cultura di massa
A lui sono state dedicate molte opere teatrali, fra cui The Succesful Pirate e ciò contribuì a renderlo famoso.
Il videogioco Uncharted 4: Fine di un ladro è incentrato sulla ricerca da parte di Nathan Drake del suo presunto tesoro segreto.
Nella serie tv Doctor Who Every compare in un episodio in cui affronta una sirena insieme al Dottore.